# ホースト・ビューロー
ホースト・ビューロー（Horst Bulau、1962年8月14日 - ）は、カナダ、オンタリオ州オタワ出身の元スキージャンプ選手。
1979年から1992年にかけて国際大会で活躍した。

## プロフィール
1979年のノルディックスキージュニア世界選手権で金メダルを獲得し、頭角を現した。
オリンピックには1980年のレークプラシッドオリンピックから4大会連続出場、しかしメダルには届かず1988年カルガリーオリンピックで90m級個人7位が最高位であった。
ノルディックスキー世界選手権では1982年のオスロ大会で70m級6位が自己最高位。また1981年のスキーフライング世界選手権（ドイツ、オーベルストドルフ）で5位。
スキージャンプ・ワールドカップでは通算13勝（2位10回3位6回）をあげた。これはカナダの選手として歴代最多である。
また、1981/82シーズンから3シーズン連続総合トップスリーに入り、7勝した1982/83シーズンの総合2位が最高位。このシーズンスキージャンプ週間で3位になっている。
1988/89シーズンは1シーズン試合に参加しなかった。1992年アルベールビルオリンピックを最後に現役を引退した。